# 侯一平
侯一平（1954年3月—），男，汉族，四川自贡人，中华人民共和国法医学家，曾任农工党四川省委副主委、成都市委主委，成都市政协副主席，四川大学基础医学与法医学院院长，第十一、十二届全国人民代表大会四川地区代表。

## 生平
毕业于华西医科大学法医学专业。2008年当选第十一届任全国人大代表。2013年当选第十二届全国人大代表。